# Меувис, Марсел
Марсел Меувис (нидерл. Marcel Meeuwis; 31 октября 1980, Гойрле, Нидерланды) — нидерландский футболист, завершивший игровую карьеру, выступал на позиции полузащитника.

## Карьера
В 2000 году Марсел подписал свой первый профессиональный контракт с клубом «Виллем II», который играл в то время в высшем нидерландском дивизионе. Заиграть в клубе не удалось: в свои первые два сезона он забил всего лишь шесть мячей. Тилбургцы понимали, что ему нужна игровая практика, а у них он получить её не сможет, поэтому отправили его в клуб «ВВВ-Венло», который играл в первом дивизионе. Там Марсел смог показать себя, завоевать место в основном составе и стать одним из ключевых игроков. Поэтому после окончания аренды в 2004 году «Венло» подписал полноценный контракт с футболистом. Всего за четыре полных сезона, с учётом аренды, Марсел провёл 118 игр и забил 10 мячей.
В 2006 году Марсел принял предложение «Роды», середнячка нидерландского первенства, и подписал контракт до 2012 года. Жёлто-чёрные рассчитывали на него, как на твёрдого игрока основы, и он их ожидания оправдал. За три сезона в «Роде» он провёл 97 матчей и забил 11 мячей.
21 мая 2009 года мёнхенгладбахская «Боруссия» договорилась с «Родой» о покупке футболиста. 1 июля Марсел подписал с ними контракт. 16 августа 2009 года дебютировал в Бундеслиге в домашнем матче второго тура против берлинской «Герты», который закончился победой гладбахцев со счётом 2:1. Марсел вышел в основном составе и провёл весь матч. Всего в своём первом сезоне за «Боруссию» сыграл 18 матчей.
В мае 2013 года Марсел подписал контракт с клубом «Эйндховен». Однако чуть позже он объявил о завершении карьеры.